# آلمونته (رود)
آلمونته (به اسپانیایی: Río Almonte) یک رود و آب‌گذر در اسپانیا است که در اکسترمادورا واقع شده‌است.